# Oulad Yahya Louta
Oulad Yahya Louta (em àrab ولاد يحيى لوطا, Wlād Yaḥyà Lūṭā; en amazic ⵡⵍⴰⴷ ⵉⵃⵢⴰ ⵍⵓⵟⴰ) és una comuna rural de la província de Benslimane, a la regió de Casablanca-Settat, al Marroc. Segons el cens de 2014 tenia una població total de 9.430 persones.